# Nils Nilsson i Vrängebol
Nils Nilsson, Nilsson i Vrängebol, född 5 juni 1822 i Karlanda socken, Värmlands län, död 2 december 1920 i Karlanda församling, var en svensk hemmansägare och riksdagsman.
Nilsson var hemmansägare i Vrängebol i Karlanda församling. Han var även politiker och ledamot av riksdagens andra kammare från 1882 till höstriksdagen 1887, invald i Nordmarks domsagas valkrets.

## Fotnoter
1. 1 2 3 4 5 6 7 8 9  Tvåkammar-riksdagen 1867–1970, 1985, Svenskt porträttarkiv: sj9PGLAlnmUAAAAAABgcHw, läst: 8 januari 2022.[källa från Wikidata]
2. 1 2 3 4  Karlanda kyrkoarkiv, Död- och begravningsböcker, SE/VA/13271/F I/3 (1920-1949), bildid: 00056053_00006, död- och begravningsbok, läs onlineläs online, läst: 25 mars 2022.[källa från Wikidata]
3. ↑  Sveriges Dödbok 1901–2009, DVD-ROM, Version 5.00, Sveriges Släktforskarförbund (2010).